# Franz Christoph Horn
Pour les articles homonymes, voir Horn.
Franz Christoph Horn est un écrivain allemand, né à Brunswick le 30 juillet 1781 et mort à Berlin le 19 juillet 1837.

## Biographie
Professeur à Berlin en 1803, à Brême en 1805, il revient en 1809 s'établir à Berlin mais, de santé fragile, doit abandonner son enseignement.

## Œuvres
Sa critique de Shakespeare est son œuvre principale Shakespeares Schauspiele erleutert (Leipzig, 1823-34, 5 vol.). On lui doit aussi :
- 1801 : Les Poètes, roman, Berlin
- 1819 : Précis de l'histoire et de la critique des belles-lettres en Allemagne de 1790 à 1818, Berlin
- 1822-1829 : Histoire et critique de la poésie et de l'éloquence des Allemands depuis Luther jusqu'à nos jours, 4 vol, Berlin

Un recueil  de ses écrits posthumes a été publié en 1841 à Leipzig sous le titre Psyché.